# Yuto Mori
Yuto Mori (født 21. april 1995) er en japansk fodboldspiller, som spiller for den japanske fodboldklub Mito HollyHock.